# 金陵大学礼拜堂
金陵大学礼拜堂（Sage Chapel），原为金陵大学的大小两座礼拜堂之一，现为南京大学鼓楼校区大礼堂，在西大楼之南，位于原金陵大学校园中轴线之西南部。1917年3月28日，美国芝加哥的帕金斯建筑事务所（Perkins&Fellows，Architects）完成该建筑的设计，由陈明记营造厂承建，1918年竣工，建築面積1680平方米。它是金陵大学现存最早的建筑物。建筑造型仿照中国古代的庙宇。屋顶主体为歇山顶，侧面为硬山顶，筒瓦屋面。外墙全部用明代城墙砖砌筑，城砖上仍留有铭文印记，细部雕刻有菊花、梅花、蝙蝠等中国传统图案，是金陵大学细部做工最为精美的建筑物。内部空间则采用巴西利卡式。现为全国重点文物保护单位金陵大学旧址重要组成部分。
1951年，金陵大学由教会大学改为公办，为适应大型集会、电影放映、文艺演出等新的功能要求，原礼拜堂在1952年和1981年进行了两次大规模改造，加筑门厅和后台附属用房。其历史原貌遭到严重破坏。2002年为庆祝百年校庆，拆除加改建部分，按照原貌进行修缮与更新。